# Gunung Arulrelem
Gunung Arulrelem är ett berg i Indonesien.   Det ligger i provinsen Aceh, i den västra delen av landet, 1 700 km nordväst om huvudstaden Jakarta. Toppen på Gunung Arulrelem är 1 441 meter över havet, eller 92 meter över den omgivande terrängen. Bredden vid basen är 0,65 km.
Terrängen runt Gunung Arulrelem är huvudsakligen kuperad, men västerut är den bergig.Runt Gunung Arulrelem är det ganska tätbefolkat, med 52 invånare per kvadratkilometer. I omgivningarna runt Gunung Arulrelem växer i huvudsak städsegrön lövskog.